# Angel Bonadei
Angel Bonadei es un deportista francés que compitió en taekwondo. Ganó dos medallas de bronce en el Campeonato Europeo de Taekwondo en los años 1982 y 1984.

## Palmarés internacional
| Campeonato Europeo | Campeonato Europeo | Campeonato Europeo | Campeonato Europeo |
| Año                | Lugar              | Medalla            | Categoría          |
| ------------------ | ------------------ | ------------------ | ------------------ |
| 1982               | Roma (Italia)      | Medalla de bronce  | –78 kg             |
| 1984               | Stuttgart (RFA)    | Medalla de bronce  | –78 kg             |